# Metaphycus californicus
Metaphycus californicus är en stekelart som först beskrevs av Howard 1898.  Metaphycus californicus ingår i släktet Metaphycus och familjen sköldlussteklar. Inga underarter finns listade i Catalogue of Life.